# Batalha de Phase Line Bullet
A Batalha de Phase Line Bullet foi uma batalha travada entre os Estados Unidos e o Iraque, em 26 de Fevereiro de 1991, durante a Guerra do Golfo. O resultado foi uma vitória iraquiana, mas acabou com um alto custo de vidas e materiais para os vitoriosos e levou à destruição parcial da Guarda Nacional Iraquiana.